# Подгорица при Подтабору
Подгорица при Подтабору (словен. Podgorica pri Podtaboru) насеље у општини Гросупље, централна Словенија, покрајина Долењска. Општина припада регији Средишња Словенија.
Налази се на надморској висини 346,3 м, површине 0,46 км². Приликом пописа становништва 2002. године насеље је имало 47 становника.

## Име
Име насеља је промењено из Подгорица до Подгорица при Подтабору 1953. године. 

## Културно наслеђе
Капелица - светиште у селу посвећена Светом Петру, датира из 20. века.